# Алмаарасанские минеральные источники
Алмаарасанские минеральные источники (каз. Алмаарасан минералды суы) — находятся в селе Алма-Арасан в ущелье Алма-Арасан (Заилийский Алатау) на юге Бостандыкского района г. Алматы (Казахстан).
Обнаружены в 1931 году.
По составу и лечебным свойствам относятся к кремнистым термальным водам. В 1951—1953 годах были пробурены пять скважин, их добыча воды составляет 520—525 м³/сутки. Температура воды 33—38 °C, минерализация 0,3 г/л. По химическому составу воды относятся к сульфатно-гидрокарбонатно-натриевиым. В воде присутствуют биологически активные компоненты (мг/л): диоксид кремния (40—75), фтор (3,6—6), сероводород (0,58), радон (9—13 эман). С 1931 года на базе минеральных источников работает санаторий «Алма-Арасан».
В ноябре 2019 года были завершены ремонтно-восстановительные работы по облагораживанию территории источника. Построены новые лестницы и воркаут-площадка. Были установлены три небольших бассейна для купания. Два из них наполняются тёплой минеральной водой, один – из реки. Небольшой домик используется для купания в зимнее время и защиты от ветра и осадков.